# Православие в Израиле

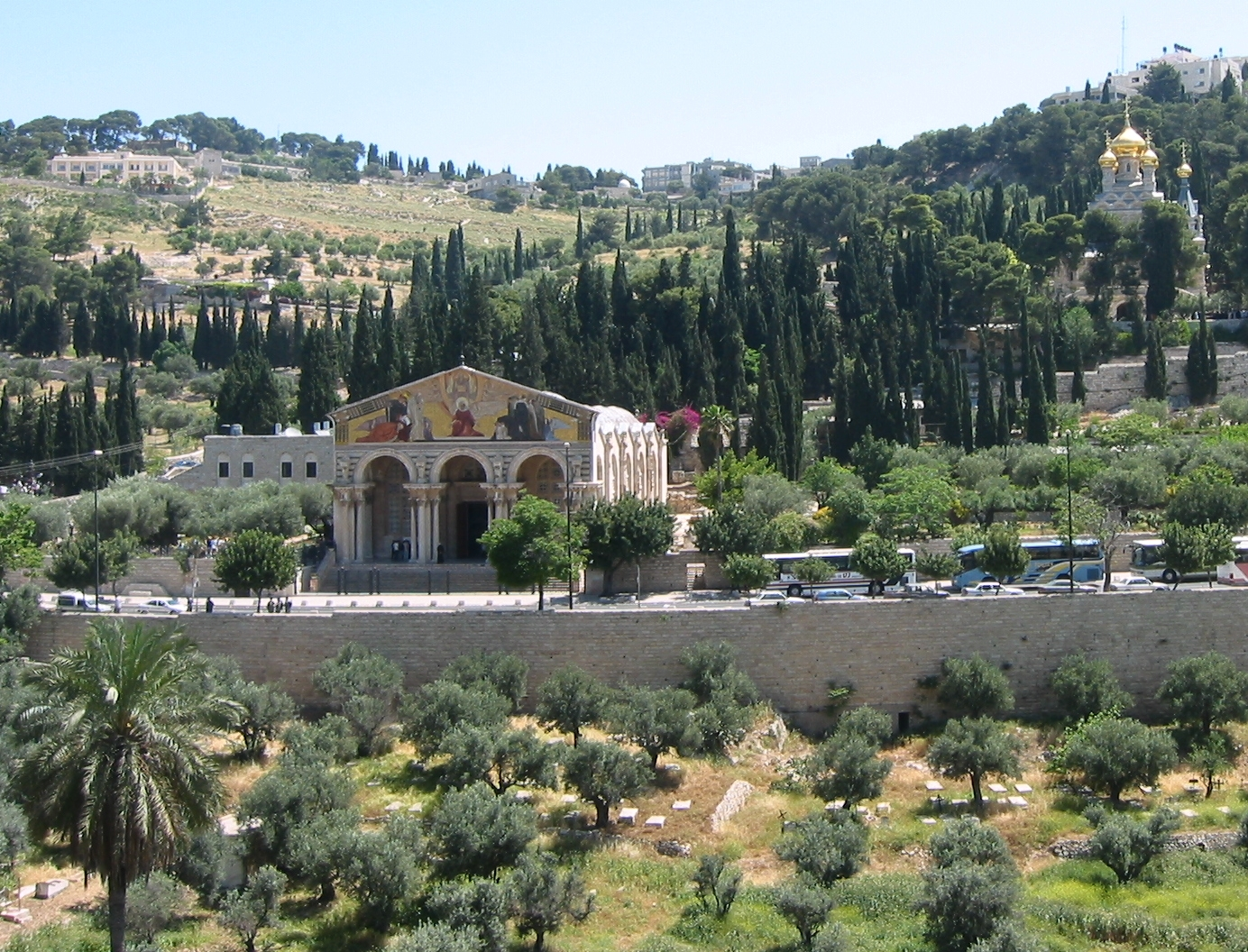
Православная церковь Марии Магдалины на Елеонской горе

Православие в Израиле представлено Иерусалимской православной церковью, чья юрисдикция распространяется на территорию Израиля, а также представительствами других православных церквей (Русская православная церковь, Румынская православная церковь). Численность православных в Израиле, принадлежащих Иерусалимской православной церкви, составляет около 45 тысяч человек, Русской православной церкви — около 2 тысяч.

## Иерусалимская православная церковь
Юрисдикция Иерусалимской православной церкви (ИПЦ) в настоящее время простирается на территорию Израиля, Иордании и Палестинской автономии; автономная часть — Синайская архиепископия с монастырём святой великомученицы Екатерины на Синайской горе в Египте. На территории Израиля находятся Птолемаидская митрополия (кафедра: г. Акко) и Назаретская митрополия (кафедра: г. Назарет) ИПЦ.

## Русская православная церковь
Представительством Русской православной церкви в Иерусалиме и в Святой земле является Русская духовная миссия в Иерусалиме, включающая представительства Московского Патриархата (РДМ РПЦ) и Русской Православной Церкви Заграницей (РДМ РПЦЗ).
В ведении РДМ РПЦ в Израиле находятся:
- Главный храм миссии — Свято-Троицкий собор (Иерусалим)
- Горненский монастырь (Эйн-Карем) (женский)
- Подворье Праведной Тавифы в Яффе
- Подворье Святой Марии Магдалины в Магдале (женское)
- Подворье пророка Илии в Хайфе
- Дом паломника в Тиверии

Другие подворья РДМ РПЦ находятся на территории Палестинской автономии и Иордании.
В ведении РДМ РПЦЗ в Израиле находятся:
- Вознесенский монастырь (Елеонская гора) (женский)
- Монастырь Святой Марии Магдалины (Гефсимания) (женский)
- Фаранская лавра (мужской монастырь)

## Древневосточные церкви
Древневосточные дохалкидонские церкви, называющие себя православными, представлены Армянской апостольской церковью, Сиро-яковитской православной церковью, Коптской православной церковью и Эфиопской православной церковью.